# Großer Preis der USA Ost 1985
Der Große Preis der USA Ost 1985 (offiziell 4th Detroit Grand Prix) fand am 23. Juni auf dem Detroit Street Circuit in Detroit statt und war das sechste Rennen der Formel-1-Weltmeisterschaft 1985.

## Berichte

### Hintergrund
Die Meldeliste für den sechsten WM-Lauf des Jahres entsprach exakt der des am Wochenende zuvor ausgetragenen Großen Preises von Kanada.
Obwohl es in dieser Saison nur noch ein Rennen in den USA gab und die Bezeichnung Großer Preis der USA somit eindeutig gewesen wäre, wurde das Rennen weiterhin als Großer Preis der USA Ost geführt, da es wie im Vorjahr in Detroit ausgetragen wurde. Der offizielle Name lautete 4th Detroit Grand Prix.

### Training
Ayrton Senna belegte zum vierten Mal in der laufenden Saison die Pole-Position. Nigel Mansell qualifizierte sich für den zweiten Startplatz vor Michele Alboreto und Alain Prost. Keke Rosberg und Derek Warwick bildeten die dritte Reihe.
Da es während des zweiten Qualifikationstrainings am Samstag regnete, verzichteten die meisten Piloten auf das Absolvieren einer gezeiteten Runde.

### Rennen
Während Senna seine Pole-Position in eine Führung umsetzte, überholte Rosberg während der ersten Runde sowohl Prost als auch Alboreto und Mansell. Als Senna in der achten Runde aufgrund von Reifenproblemen langsamer wurde, übernahm der Finne die Spitze, die er fortan bis ins Ziel verteidigte. Mansell ergänzte Rosbergs Führung zunächst zu einer Williams-Doppelspitze, drehte sich jedoch in der 20. Runde und musste Elio de Angelis passieren lassen. Kurz darauf wurde er zudem von Stefan Johansson überholt und schied zwei Runden später aus. Martin Brundle gelangte dadurch kurzzeitig auf den vierten Rang, bevor er in Runde 27 von Alboreto von dieser Position verdrängt wurde.
Durch den Ausfall von de Angelis in der 28. Runde belegten die Ferrari-Piloten Johansson und Alboreto die Plätze zwei und drei hinter Rosberg. An dieser Reihenfolge änderte sich fortan bis ins Ziel nichts mehr, obwohl Senna nach einem Boxenstopp rasch aufholte. Er schied allerdings in Runde 52 aufgrund eines Fehlers beim Versuch, Alboreto zu überholen, aus. Somit belegte am Ende Stefan Bellof den vierten Platz vor de Angelis und Nelson Piquet.

## Meldeliste
| Team                           | Nr. | Fahrer             | Chassis         | Motor                         | Reifen |
| ------------------------------ | --- | ------------------ | --------------- | ----------------------------- | ------ |
| Marlboro McLaren International | 01  | Niki Lauda         | McLaren MP4/2B  | TAG/Porsche TTE PO1 1.5 V6t   | G      |
| Marlboro McLaren International | 02  | Alain Prost        | McLaren MP4/2B  | TAG/Porsche TTE PO1 1.5 V6t   | G      |
| Tyrrell Racing Organisation    | 03  | Martin Brundle     | Tyrrell 012     | Ford Cosworth DFY 3.0 V8      | G      |
| Tyrrell Racing Organisation    | 04  | Stefan Bellof      | Tyrrell 012     | Ford Cosworth DFY 3.0 V8      | G      |
| Canon Williams Honda Team      | 05  | Nigel Mansell      | Williams FW10   | Honda RA163-E 1.5 V6t         | G      |
| Canon Williams Honda Team      | 06  | Keke Rosberg       | Williams FW10   | Honda RA163-E 1.5 V6t         | G      |
| Motor Racing Developments      | 07  | Nelson Piquet      | Brabham BT54    | BMW M12/13 1.5 L4t            | P      |
| Motor Racing Developments      | 08  | Marc Surer         | Brabham BT54    | BMW M12/13 1.5 L4t            | P      |
| Skoal Bandit Formula 1 Team    | 09  | Manfred Winkelhock | RAM 03          | Hart 415T 1.5 L4t             | P      |
| Skoal Bandit Formula 1 Team    | 10  | Philippe Alliot    | RAM 03          | Hart 415T 1.5 L4t             | P      |
| John Player Special Team Lotus | 11  | Elio de Angelis    | Lotus 97T       | Renault EF4 1.5 V6t           | G      |
| John Player Special Team Lotus | 12  | Ayrton Senna       | Lotus 97T       | Renault EF4 1.5 V6t           | G      |
| Équipe Renault Elf             | 15  | Patrick Tambay     | Renault RE60    | Renault EF4B 1.5 V6t          | G      |
| Équipe Renault Elf             | 16  | Derek Warwick      | Renault RE60    | Renault EF4B 1.5 V6t          | G      |
| Barclay Arrows BMW             | 17  | Gerhard Berger     | Arrows A8       | BMW M12/13 1.5 L4t            | G      |
| Barclay Arrows BMW             | 18  | Thierry Boutsen    | Arrows A8       | BMW M12/13 1.5 L4t            | G      |
| Toleman Group Motorsport       | 19  | Teo Fabi           | Toleman TG185   | Hart 415T 1.5 L4t             | P      |
| Benetton Team Alfa Romeo       | 22  | Riccardo Patrese   | Alfa Romeo 185T | Alfa Romeo 890T 1.5 V8t       | G      |
| Benetton Team Alfa Romeo       | 23  | Eddie Cheever      | Alfa Romeo 185T | Alfa Romeo 890T 1.5 V8t       | G      |
| Osella Squadra Corse           | 24  | Piercarlo Ghinzani | Osella FA1G     | Alfa Romeo 890T 1.5 V8t       | P      |
| Équipe Ligier                  | 25  | Andrea de Cesaris  | Ligier JS25     | Renault EF4B 1.5 V6t          | P      |
| Équipe Ligier                  | 26  | Jacques Laffite    | Ligier JS25     | Renault EF4B 1.5 V6t          | P      |
| Scuderia Ferrari SpA SEFAC     | 27  | Michele Alboreto   | Ferrari 156/85  | Ferrari 031 1.5 V6t           | G      |
| Scuderia Ferrari SpA SEFAC     | 28  | Stefan Johansson   | Ferrari 156/85  | Ferrari 031 1.5 V6t           | G      |
| Minardi F1 Team                | 29  | Pierluigi Martini  | Minardi M185    | Motori Moderni 615-90 1.5 V6t | P      |

## Klassifikationen

### Qualifying
| Pos. | Fahrer             | Konstrukteur           | Qualifikationstraining 1 | Qualifikationstraining 1 | Qualifikationstraining 2 | Qualifikationstraining 2 | Start |
| Pos. | Fahrer             | Konstrukteur           | Zeit                     | Ø-Geschwindigkeit        | Zeit                     | Ø-Geschwindigkeit        | Start |
| ---- | ------------------ | ---------------------- | ------------------------ | ------------------------ | ------------------------ | ------------------------ | ----- |
| 01   | Ayrton Senna       | Lotus-Renault          | 1:42,051                 | 141,917 km/h             | keine Zeit               | –                        | 01    |
| 02   | Nigel Mansell      | Williams-Honda         | 1:43,249                 | 140,271 km/h             | keine Zeit               | –                        | 02    |
| 03   | Michele Alboreto   | Ferrari                | 1:43,748                 | 139,596 km/h             | keine Zeit               | –                        | 03    |
| 04   | Alain Prost        | McLaren-TAG-Porsche    | 1:44,088                 | 139,140 km/h             | keine Zeit               | –                        | 04    |
| 05   | Keke Rosberg       | Williams-Honda         | 1:44,156                 | 139,049 km/h             | keine Zeit               | –                        | 05    |
| 06   | Derek Warwick      | Renault                | 1:44,163                 | 139,040 km/h             | keine Zeit               | –                        | 06    |
| 07   | Eddie Cheever      | Alfa Romeo             | 1:44,231                 | 138,949 km/h             | 2:05,540                 | 115,364 km/h             | 07    |
| 08   | Elio de Angelis    | Lotus-Renault          | 1:44,769                 | 138,236 km/h             | keine Zeit               | –                        | 08    |
| 09   | Stefan Johansson   | Ferrari                | 1:44,921                 | 138,035 km/h             | keine Zeit               | –                        | 09    |
| 10   | Nelson Piquet      | Brabham-BMW            | 1:45,194                 | 137,677 km/h             | keine Zeit               | –                        | 10    |
| 11   | Marc Surer         | Brabham-BMW            | 1:45,979                 | 136,657 km/h             | keine Zeit               | –                        | 11    |
| 12   | Niki Lauda         | McLaren-TAG-Porsche    | 1:46,266                 | 136,288 km/h             | keine Zeit               | –                        | 12    |
| 13   | Teo Fabi           | Toleman-Hart           | 1:46,546                 | 135,930 km/h             | keine Zeit               | –                        | 13    |
| 14   | Riccardo Patrese   | Alfa Romeo             | 1:46,592                 | 135,871 km/h             | keine Zeit               | –                        | 14    |
| 15   | Patrick Tambay     | Renault                | 1:47,028                 | 135,318 km/h             | keine Zeit               | –                        | 15    |
| 16   | Jacques Laffite    | Ligier-Renault         | 1:47,267                 | 135,016 km/h             | keine Zeit               | –                        | 16    |
| 17   | Andrea de Cesaris  | Ligier-Renault         | 1:47,393                 | 134,858 km/h             | 2:12,268                 | 109,496 km/h             | 17    |
| 18   | Martin Brundle     | Tyrrell-Ford           | 1:47,563                 | 134,645 km/h             | keine Zeit               | –                        | 18    |
| 19   | Stefan Bellof      | Tyrrell-Ford           | 1:47,911                 | 134,211 km/h             | keine Zeit               | –                        | 19    |
| 20   | Manfred Winkelhock | RAM-Hart               | 1:47,926                 | 134,192 km/h             | keine Zeit               | –                        | 20    |
| 21   | Thierry Boutsen    | Arrows-BMW             | 1:48,023                 | 134,071 km/h             | keine Zeit               | –                        | 21    |
| 22   | Piercarlo Ghinzani | Osella-Alfa Romeo      | 1:48,546                 | 133,425 km/h             | 2:11,984                 | 109,731 km/h             | 22    |
| 23   | Philippe Alliot    | RAM-Hart               | 1:50,455                 | 131,119 km/h             | 2:24,814                 | 100,010 km/h             | 23    |
| 24   | Gerhard Berger     | Arrows-BMW             | keine Zeit               | –                        | 2:05,307                 | 115,579 km/h             | 24    |
| 25   | Pierluigi Martini  | Minardi-Motori Moderni | 3:04,446                 | 78,521 km/h              | keine Zeit               | –                        | 25    |

### Rennen
| Pos. | Fahrer             | Konstrukteur           | Runden | Stopps | Zeit        | Start | Schnellste Runde |
| ---- | ------------------ | ---------------------- | ------ | ------ | ----------- | ----- | ---------------- |
| 01   | Keke Rosberg       | Williams-Honda         | 63     | 1      | 1:55:39,851 | 05    | 1:47,311 (58.)   |
| 02   | Stefan Johansson   | Ferrari                | 63     | 0      | + 57,549    | 09    | 1:47,797 (56.)   |
| 03   | Michele Alboreto   | Ferrari                | 63     | 0      | + 1:03,170  | 03    | 1:47,518 (43.)   |
| 04   | Stefan Bellof      | Tyrrell-Ford           | 63     | 0      | + 1:06,225  | 19    | 1:48,681 (12.)   |
| 05   | Elio de Angelis    | Lotus-Renault          | 63     | 1      | + 1:26,966  | 08    | 1:47,572 (43.)   |
| 06   | Nelson Piquet      | Brabham-BMW            | 62     | 1      | + 1 Runde   | 10    | 1:48,045 (40.)   |
| 07   | Thierry Boutsen    | Arrows-BMW             | 62     | 1      | + 1 Runde   | 21    | 1:48,554 (06.)   |
| 08   | Marc Surer         | Brabham-BMW            | 62     | 0      | + 1 Runde   | 11    | 1:49,998 (05.)   |
| 09   | Eddie Cheever      | Alfa Romeo             | 61     | 2      | + 2 Runden  | 07    | 1:47,916 (33.)   |
| 10   | Andrea de Cesaris  | Ligier-Renault         | 61     | 2      | + 2 Runden  | 17    | 1:49,603 (57.)   |
| 11   | Gerhard Berger     | Arrows-BMW             | 60     | 1      | + 3 Runden  | 24    | 1:50,576 (21.)   |
| 12   | Jacques Laffite    | Ligier-Renault         | 58     | 1      | + 5 Runden  | 16    | 1:48,702 (06.)   |
| –    | Ayrton Senna       | Lotus-Renault          | 51     | 2      | DNF         | 01    | 1:45,612 (51.)   |
| –    | Martin Brundle     | Tyrrell-Ford           | 30     | 0      | DNF         | 18    | 1:49,073 (15.)   |
| –    | Philippe Alliot    | RAM-Hart               | 27     | 2      | DNF         | 23    | 1:53,752 (06.)   |
| –    | Nigel Mansell      | Williams-Honda         | 26     | 1      | DNF         | 02    | 1:48,241 (06.)   |
| –    | Alain Prost        | McLaren-TAG-Porsche    | 19     | 0      | DNF         | 04    | 1:49,001 (08.)   |
| –    | Riccardo Patrese   | Alfa Romeo             | 19     | 2      | DNF         | 14    | 1:50,729 (06.)   |
| –    | Derek Warwick      | Renault                | 18     | 0      | DNF         | 06    | 1:49,485 (04.)   |
| –    | Patrick Tambay     | Renault                | 15     | 0      | DNF         | 15    | 1:49,931 (06.)   |
| –    | Pierluigi Martini  | Minardi-Motori Moderni | 11     | 2      | DNF         | 25    | 1:55,446 (07.)   |
| –    | Niki Lauda         | McLaren-TAG-Porsche    | 10     | 0      | DNF         | 12    | 1:49,489 (06.)   |
| –    | Teo Fabi           | Toleman-Hart           | 5      | 0      | DNF         | 13    | 1:51,211 (03.)   |
| –    | Manfred Winkelhock | RAM-Hart               | 3      | 0      | DNF         | 20    | 1:55,649 (02.)   |
| –    | Piercarlo Ghinzani | Osella-Alfa Romeo      | 0      | 0      | DNF         | 22    | –                |

## WM-Stände nach dem Rennen
Die ersten sechs des Rennens bekamen 9, 6, 4, 3, 2 bzw. 1 Punkt(e). In der Fahrerwertung wurden die besten elf Resultate, in der Konstrukteurswertung alle Resultate gewertet.

### Fahrerwertung
| Pos. | Fahrer            | Konstrukteur           | Punkte |
| ---- | ----------------- | ---------------------- | ------ |
| 01   | Michele Alboreto  | Ferrari                | 31     |
| 02   | Elio de Angelis   | Lotus-Renault          | 24     |
| 03   | Alain Prost       | McLaren-TAG-Porsche    | 22     |
| 04   | Stefan Johansson  | Ferrari / Tyrrell-Ford | 13     |
| 05   | Keke Rosberg      | Williams-Honda         | 12     |
| 06   | Patrick Tambay    | Renault                | 10     |
| 07   | Ayrton Senna      | Lotus-Renault          | 9      |
| 08   | Thierry Boutsen   | Arrows-BMW             | 6      |
| 09   | Nigel Mansell     | Williams-Honda         | 5      |
| 10   | Stefan Bellof     | Tyrrell-Ford           | 4      |
| 11   | Niki Lauda        | McLaren-TAG-Porsche    | 3      |
| 12   | René Arnoux       | Ferrari                | 3      |
| 13   | Andrea de Cesaris | Ligier-Renault         | 3      |
| 14   | Derek Warwick     | Renault                | 2      |
| 15   | Jacques Laffite   | Ligier-Renault         | 2      |

| Pos. | Fahrer             | Konstrukteur      | Punkte |
| ---- | ------------------ | ----------------- | ------ |
| 16   | Nelson Piquet      | Brabham-BMW       | 1      |
| 17   | Martin Brundle     | Tyrrell-Ford      | 0      |
| 18   | Marc Surer         | Brabham-BMW       | 0      |
| 19   | Piercarlo Ghinzani | Osella-Alfa Romeo | 0      |
| 20   | Eddie Cheever      | Alfa Romeo        | 0      |
| 21   | Philippe Alliot    | RAM-Hart          | 0      |
| 22   | Riccardo Patrese   | Alfa Romeo        | 0      |
| 23   | Gerhard Berger     | Arrows-BMW        | 0      |
| 24   | Jonathan Palmer    | Zakspeed          | 0      |
| 25   | Manfred Winkelhock | RAM-Hart          | 0      |
| –    | Pierluigi Martini  | Minardi-Ford      | 0      |
| –    | Teo Fabi           | Toleman-Hart      | 0      |
| –    | François Hesnault  | Brabham-BMW       | 0      |
| –    | Mauro Baldi        | Spirit-Hart       | 0      |

### Konstrukteurswertung
| Pos. | Konstrukteur        | Punkte |
| ---- | ------------------- | ------ |
| 01   | Ferrari             | 47     |
| 02   | Lotus-Renault       | 33     |
| 03   | McLaren-TAG-Porsche | 25     |
| 04   | Renault             | 12     |
| 05   | Williams-Honda      | 17     |
| 06   | Arrows-BMW          | 6      |
| 07   | Ligier-Renault      | 5      |
| 08   | Tyrrell-Ford        | 4      |

| Pos. | Konstrukteur      | Punkte |
| ---- | ----------------- | ------ |
| 09   | Brabham-BMW       | 1      |
| 10   | Osella-Alfa Romeo | 0      |
| 11   | Alfa Romeo        | 0      |
| 12   | RAM-Hart          | 0      |
| 13   | Zakspeed          | 0      |
| –    | Minardi-Ford      | 0      |
| –    | Toleman-Hart      | 0      |
| –    | Spirit-Hart       | 0      |